# Kostel Nejsvětější Trojice (Rokytnice v Orlických horách)
Kostel Nejsvětější Trojice, zvaný zámecký kostel, je římskokatolický orientovaný filiální kostel farnosti Rokytnice v Orlických horách. Je chráněn jako kulturní památka České republiky.

## Historie
Kostel byl původně postaven majitelem panství Kryštofem Maušvicem z Armenruhe, příslušníkem šlechtického roku z Horní Lužice, jako protestantský chrám a pohřební kaple rodu Mauschwitzů. V době rekatolizace, kdy panství Rokytnice získal rod Nostitzů, přešel kostel do vlastnictví katolické církve. Pod presbytářem se nachází hrobka šlechtického rodu Nostitz-Rieneck, kde je pochováno 8 osob z tohoto rodu. V presbytáři je dochován renesanční náhrobník Jáchyma Maušvice a sarkofág Jana Ignáce z Nostitz.
V roce 2017 bylo kvůli havarijnímu stavu devatenácti vitrážových oken rozhodnuto o jejich postupné obnově.

## Architektura
Jednolodní goticko-renesanční budova s polygonálním presbytářem a věží. Stavba byla původně prostá, venkovní bílé stěny zdobila jen profilovaná římsa, ostění oken a portálů má goticko-renesanční charakter.

## Interiér
Interiér byl zdoben manýristickou výmalbou, která je zčásti zakrytá novějšími přemalbami a není konzervovaná. Oltář je raně barokní.

## Bohoslužby
Bohoslužby se konají dle ohlášení – o pouti.